# Roquebrune-sur-Argens
Roquebrune-sur-Argens é uma comuna francesa na região administrativa da Provença-Alpes-Costa Azul, no departamento de Var. Estende-se por uma área de 106.10 km². Em 2010 a comuna tinha 14 815 habitantes (densidade: 139,6 hab./km²).